# Escargot de Pythagore

La spirale de Théodore construite jusqu'au triangle d'hypoténuse √17.

L'escargot de Pythagore, ou spirale de Théodore est une figure qui permet de construire géométriquement les racines carrées des entiers consécutifs.

## Construction
La spirale de Théodore est une spirale discrète construite par une suite de triangles rectangles, autour d'un point O pris pour centre de la spirale.
- Le premier triangle rectangle est isocèle, tel que l'une des extrémité de l'hypoténuse soit le point O ; la longueur des côtés de l'angle droit est prise comme unité ;
- le second a pour côtés de l'angle droit l'hypoténuse du premier et un segment de longueur unité, construit sur l'extrémité de l'hypoténuse qui n'est pas O, pour qu'il ne se superpose pas au premier ;
- le troisième est construit de la même façon sur le second et ainsi de suite ;
- plus rigoureusement, la construction procède par récurrence : supposons construit le n-ième triangle rectangle, son hypoténuse  alors le (n+1)-ième a pour côtés de l'angle droit l'hypoténuse du n-ième et un segment de longueur unité, construit pour qu'il ne se superpose pas au n-ième[2].

D'après le théorème de Pythagore la longueur de l'hypoténuse du premier triangle rectangle, de côtés de l'angle droit égale à 1, est √2, celle du second, de côtés de l'angle droit égales à √2 et 1, est √3, et ainsi de suite. Par récurrence, le n-ième triangle a des côtés de l'angle droit de longueurs √n et 1 et une hypoténuse de longueur √n + 1.

Le n-ième triangle de la construction de la spirale de Pythagore.

## Histoire
Historiquement, la première mention explicite de l'incommensurabilité apparait dans un dialogue de Platon, le Théétète, où le mathématicien Théodore de Cyrène expose des cas particuliers de « lignes irrationnelles », celles correspondant, en termes modernes, aux racines carrées des nombres entier qui ne sont pas des carrés parfaits de 3 jusqu'à 17.
Le passage du texte de Platon pose des problèmes de traduction et d'interprétation, en particulier de certains termes mathématiques et il n'y a pas unanimité à ce sujet chez les historiens. Selon Platon, Théodore utilise des figures ; une des questions, auxquelles les historiens des Mathématiques de l'Antiquité ont apporté des réponses très diverses, est : Théodore a-t-il vraiment exposé des démonstrations d'irrationalité, et alors quelles étaient-elles, ou bien a-t-il simplement montré, mis en évidence, certains faits ? Une autre est pourquoi Théodore s'est-il arrêté à 17 ?
Une réponse à cette dernière question est donnée dans une publication de 1941 par un certain Jakob Heinrich Anderhub, introduit ce qu'il appelle « Die Quadratwurzelschnecke », « l'escargot de la racine carré », et que nous appelons « spirale de Théodore » : Théodore aurait construit en spirale les triangles rectangles jusqu'à atteindre √17, et se serait arrêté là, car le suivant, d'hypoténuse √18, se superpose au premier,.
la spirale de Théodore avait déjà été décrite en 1877, jusqu'à √9, par Hermann Schmidt dans un commentaire du Théétète. 
Schmidt et Anderhub sont dans la tradition de ceux qui estiment que Théodore n'a que montré certains faits : Théodore n'aurait proposé qu'un simple exercice de construction géométrique à la règle et au compas,. Pour Maurice Caveing c'est exclu car à l'époque où est censé se tenir le dialogue, vers −400, de telles constructions de lignes irrationnelles sont connues depuis au moins 50 ans, et Platon n'aurait pas mentionné de telles leçons. II juge que « le seul intérêt de la construction d'Anderlub est anecdotique : c'est le hasard heureux d'un arrêt à 17 qu'on donne comme explication d'un fait incompris ». Wilbur Knorr souligne qu'aucune construction récursive telle que celle de Schmidt et d'Anderhub n'apparait dans les sources grecques anciennes, et ne voit pas comment elle pourrait être attribuée à Théodore. David Fowler, dans une section consacrée à la leçon de géométrie du Théétète,  estime d'emblée, comme Caveing et Knorr — il reprend la traduction de ce dernier —, que Platon a bien parlé de démonstrations à propos de Théodore, et ne cite pas Schmidt ou Anderhub.
Cependant l'helleniste Holger Thesleff tient quant à lui pour une interprétation et une traduction du texte où Théodore ne démontre pas mais montre, reprend l'hypothèse d'Anderhub et se dit certain qu'il a raison.

## Extension

Escargot de Théodore colorié avec 110 triangles

Théodore a arrêté la construction de la spirale à l'hypoténuse de longueur {\displaystyle {\sqrt {17}}}, mais en continuant l'escargot à l'infini, d'autres propriétés émergent.

### Non-superposition
En 1958, Kaleb Williams prouve qu'aucune paire d'hypoténuses ne coïncident, jusqu'à l'infini. De plus, si les côtés unitaires sont étendus en des droites, aucune ne passe par un des sommets de la figure complète,.

### Angle total
En notant {\displaystyle \varphi _{n}} l'angle du ne triangle, alors :
{\displaystyle \tan \left(\varphi _{n}\right)={\frac {1}{\sqrt {n}}}.}

Un triangle ou section de l'escargot

Ainsi à chaque étape est ajouté un angle de :
{\displaystyle \varphi _{n}=\arctan \left({\frac {1}{\sqrt {n}}}\right).}
La somme des angles des k premiers triangles est appelé angle total {\displaystyle \varphi (k)} pour le ke triangle. Elle croit proportionnellement avec la racine carrée de k, avec un terme correctif borné c2:
{\displaystyle \varphi (k)=\sum _{n=1}^{k}\varphi _{n}=2{\sqrt {k}}+c_{2}(k)}
où
{\displaystyle \lim _{k\to \infty }c_{2}(k)=-2,157782996659\ldots }
( A105459).

### Spirale d'Archimède
L'escargot de Pythagore approche la spirale d'Archimède. De même que la distance entre deux arcs de la spirale d'Archimède est égale à π, quand le nombre de tours de l'escargot de Pythagore augmente infiniment, la distance entre deux arcs consécutifs approche rapidement de π.
La table suivante montre l'évolution de cette suite de distances :
| Tour No.:                   | Distance moyenne         | Écart moyen avec π        |
| --------------------------- | ------------------------ | ------------------------- |
| 2                           | 3,1592037                | 99,44255%                 |
| 3                           | 3,1443455                | 99,91245%                 |
| 4                           | 3,14428                  | 99,91453%                 |
| 5                           | 3,142395                 | 99,97447%                 |
| {\displaystyle \to \infty } | {\displaystyle \to \pi } | {\displaystyle \to 100\%} |

Ainsi, en cinq tours, on a déjà une bonne approximation de π.

## Courbe régulière interpolante

Prolongement analytique de l'escargot de Pythagore par Philip J. Davis, incluant le prolongement dans la direction opposée (pour les entiers négatifs).

La question de l'existence d'une courbe régulière interpolant les sommets de l'escargot a été proposée et résolue par Philip J. Davis en 2001, par analogie avec la formule d'Euler pour la fonction Gamma comme interpolante de la fonction factorielle. Davis propose
{\displaystyle T(x)=\prod _{k=1}^{\infty }{\frac {1+\mathrm {i} /{\sqrt {k}}}{1+\mathrm {i} /{\sqrt {x+k}}}}\qquad (-1<x<\infty )}
qui a plus longuement été étudiée par son élève Leader et Iserles. Cette fonction est caractérisée comme l'unique solution de l'équation fonctionnelle
{\displaystyle f(x+1)=\left(1+{\frac {\mathrm {i} }{\sqrt {x+1}}}\right)\cdot f(x),}
avec pour condition initiale {\displaystyle f(0)=1,} et monotone en argument et module.
Un prolongement analytique de la forme continue de Davis de l'escargot de Pythagore s'étend dans la direction opposée depuis l'origine.